# 三遊亭金馬 (5代目)
五代目 三遊亭 金馬（さんゆうてい きんば、1962年11月24日 - ）は、東京都新宿区出身の落語家。落語協会所属。本名∶松本 晋平。出囃子は『松の緑』。

## 概要
初高座は9歳のとき「子金馬」の名前で「味噌豆」。堀越高等学校、東海大学政治経済学部卒業。
1986年3月、四代目三遊亭金馬に入門。前座名は「山遊亭金時」。1989年9月、十一代目柳家小きん、柳家小緑と共に二ツ目昇進し、「三遊亭金時」となる。1998年9月、五明樓玉の輔、入船亭扇好、十一代目柳家小きんと共に真打昇進。
2019年6月、父で師匠でもある四代目三遊亭金馬の健康状態もあり、翌2020年秋に「三遊亭金馬」の名跡を譲られて「五代目三遊亭金馬」を襲名し、四代目は隠居名となる「三遊亭金翁」を名乗ることが明らかになった。2020年9月21日、鈴本演芸場に於いて父の二代目金翁並びに自身の五代金馬襲名披露興行初日を以て正式に五代目三遊亭金馬を襲名した。

## 人物
趣味は相撲などのスポーツ観戦。本名名義で赤坂ライオンズクラブの会長を経験している。
前座時代に母校堀越高等学校が甲子園に出場し、現地で応援していた姿がテレビに映し出され大しくじりをした。

## 芸歴
- 1986年3月 - 四代目三遊亭金馬に入門、前座名「山遊亭金時」を名乗る。
- 1989年9月 - 二ツ目昇進、「三遊亭金時」に改名。
- 1999年9月 - 真打昇進。
- 2020年 - 「五代目三遊亭金馬」を襲名。

## 受賞歴
- 2004年 - 『文化庁芸術祭』演芸部門∶新人賞
- 2005年 - 『国立演芸場花形演芸大賞』∶銀賞
- 2006年 - 『国立演芸場花形演芸大賞』∶金賞

## 演目
- 愛宕山
- 厩火事
- お若伊之助
- 掛け取り
- 替り目
- 禁酒番屋
- くしゃみ講釈
- 熊の皮
- 七段目
- 死神
- 佃祭
- 唐茄子屋政談
- 二番煎じ
- 抜け雀
- ねずみ
- 鼠穴
- ふぐ鍋
- 妾馬
- 宿屋の仇討
- らくだ

## 弟子
- 三遊亭ときん

### 廃業
- 三遊亭金翔
- 三遊亭金白

## メディア出演
- 特救指令ソルブレイン 第6話「バクダンと落語家」（1991年2月24日 テレビ朝日） - 金円亭金太 / 石丸信一郎 役
- 私の青空（2000年 NHK） - 春風和夫 役